# ورزشگاه ملی بانگاباندو
ورزشگاه ملی بانگاباندو (به لاتین: Bangabandhu National Stadium) یک ورزشگاه در بنگلادش است که در داکا واقع شده‌است. این ورزشگاه میزبان مراحل تعدادی از بازی های یک چهارم نهایی ، نیمه نهایی ، رده بندی و فینال جام باشگاه‌های آسیا ۹۱–۱۹۹۰ بود.که با قهرمانی استقلال به پایان رسید.